# Vorsorgeuntersuchung (Zahnmedizin)
Bei der Zahnvorsorgeuntersuchung werden die Zähne und der Mundraum durch den Zahnarzt eingehend auf Zahn-, Mund- und Kieferkrankheiten untersucht.

## Befunderhebung

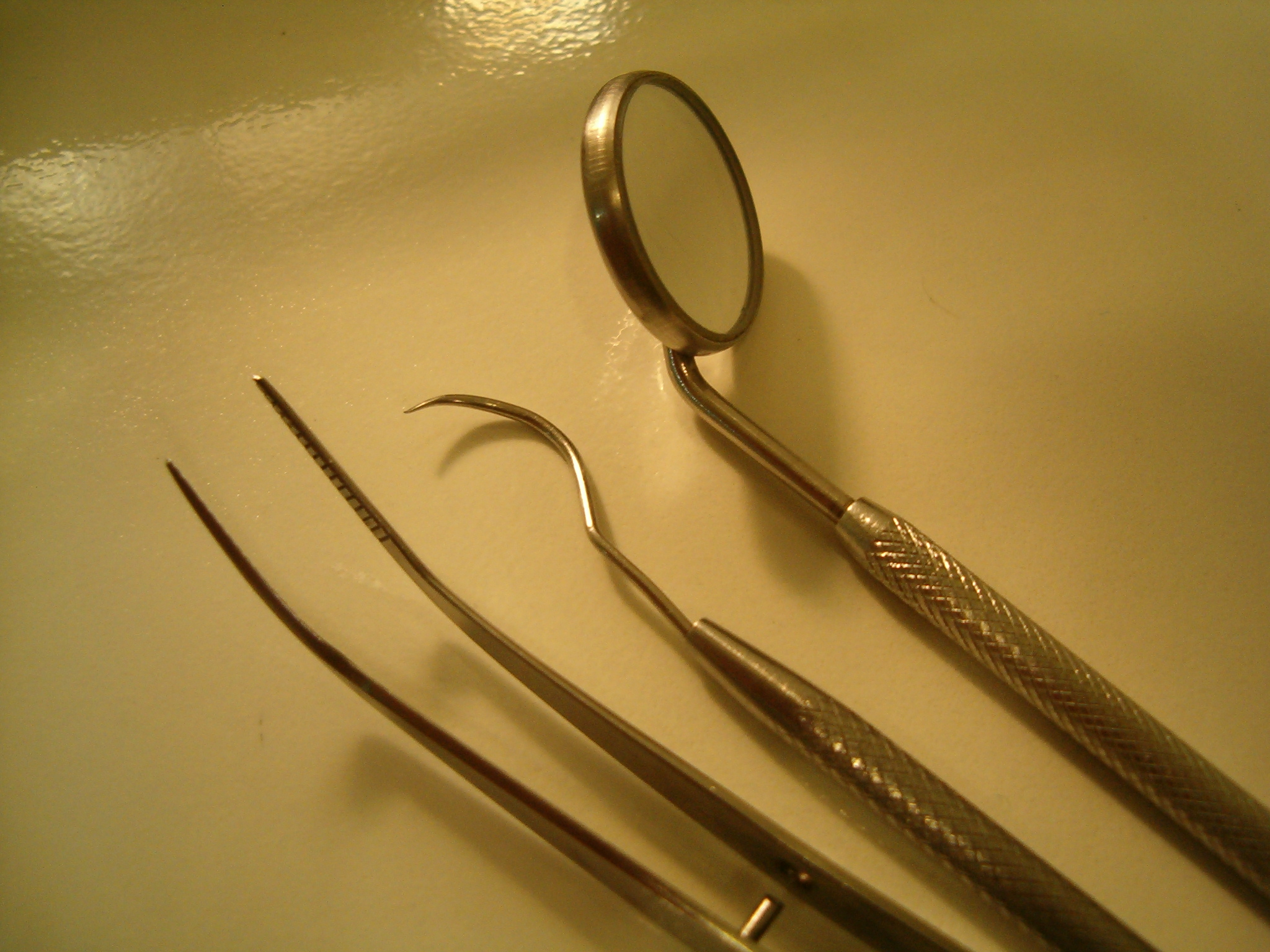
Grundinstrumentarium zur zahnärztlichen Untersuchung:
Spiegel, Sonde, Pinzette

Nach der Anamnese werden zunächst die Zähne untersucht, wobei an Zahn 18 (rechts oben aus Patientensicht) begonnen wird und die Oberkieferzähne bis Zahn 28 (links oben) untersucht werden. Anschließend wird mit dem Zahn 38 (links unten) fortgesetzt und die Untersuchung bis Zahn 48 (rechts unten) durchgeführt. Die Befunde werden in einem Zahnschema festgehalten, wobei sich das FDI-Schema international durchgesetzt hat. Anschließend wird die gesamte Mundschleimhaut und die Zunge (Zungengrund, Zungenränder) auf Veränderungen begutachtet. Es folgt die Erhebung des Parodontalen Screening Index (PSI) mit dem die Zahnfleischtaschentiefe gemessen wird. Aus Letzterem lassen sich parodontale Erkrankungen ableiten. Die Messung des PSI wird von den gesetzlichen Krankenversicherungen nur alle zwei Jahre übernommen. Es schließt sich eine palpatorische Untersuchung der Kiefergelenke und der Kaumuskulatur an. Gegebenenfalls wird die Funktionstüchtigkeit vorhandenen Zahnersatzes geprüft.
Fakultativ kann sich eine Röntgenuntersuchung, eine Sensibilitätsprüfung und ein Perkussionstest der Zähne, ein Plaquefärbetest oder ein Kariesrisikotest anschließen. In manchen Fällen werden ergänzend mikrobiologische (Nachweis bestimmter parodontalpathogener Bakterien) und genetische (Nachweis einer genetischen Veranlagung) Tests durchgeführt.
Neben der Feststellung der genannten Befunde erfolgt für den Patienten meist unauffällig die Erfassung zahlreicher zusätzlicher Befunde. Hierzu gehören die Feststellung von
- vorhandenen und fehlenden Zähnen
- Abrasionen
- Zahnhalserosionen
- Verfärbungen
- Zahnsteinbildung

Bei Erkrankungen des Parodontiums wird ein Parodontalstatus erhoben.

## Kieferorthopädische Untersuchung
Kieferorthopädische Untersuchung zur Klärung von Indikation und Zeitpunkt kieferorthopädisch-therapeutischer Maßnahmen ist eine Gebührenposition für gesetzlich Krankenversicherte (Bema-Nr. 01k). Sie ist berechenbar für die kieferorthopädische Befunderhebung und Diagnostik, die Voraussetzung jeder Kfo-Behandlung sind. Sie ist nur von dem Zahnarzt/Kieferorthopäden, der ggf. auch die kieferorthopädische Behandlungsplanung nach Bema-Nr. 5 (Kieferorthopädische Behandlungsplanung) durchführt, berechenbar:
- bei kieferorthopädischem Behandlungsbeginn innerhalb der nächsten 6 Monate
- bei Überweisung zum Kieferorthopäden innerhalb der nächsten 6 Monate
- bei Feststellung, dass in den nächsten 6 Monaten keine kieferorthopädische Behandlungsbedürftigkeit besteht

Die Leistung ist frühestens nach 6 Monaten erneut abrechnungsfähig.

## Gesetzliche Krankenkassen
Gesetzliche Krankenkassen übernehmen die Kosten einer normalen Vorsorgeuntersuchung einmal pro Halbjahr, wobei ein Mindestabstand von 4 Monaten einzuhalten ist.
Für die Früherkennungsuntersuchungen bei Kindern und Jugendlichen gelten gesonderte Vorschriften.

### Bonusheft
Das Bonusheft ist ein Nachweis regelmäßig durchgeführter Untersuchungen beim Zahnarzt und einer ausreichenden Mundhygiene. Das Bonusheft benötigen gesetzlich Krankenversicherte als Nachweis für den Anspruch auf einen erhöhten Festzuschuss zur Regelversorgung bei Zahnersatzbehandlungen.

## Private Krankenversicherung
Private Krankenversicherungen übernehmen die Kosten der Vorsorgeuntersuchung, wobei diese in der Regel für die Behandlung derselben Erkrankung einmal pro Behandlungsfall erstattungsfähig ist. Der Behandlungsfall ist dabei als der Zeitraum eines Monats definiert.